# Сита поёт блюз
«Си́та поёт блюз» (англ. Sita Sings the Blues) — независимый американский полнометражный анимационный фильм, созданный режиссёром Ниной Пэйли в 2008 году. Сюжет фильма основан на истории о Раме и Сите, изложенной в индийском эпосе «Рамаяна», которая перемежается с автобиографической историей самой Пэйли. В фильме звучит множество песен американской джазовой певицы 1930-х годов Аннетт Хэншоу, которые по сюжету исполняет Сита.
Фильм получил высокие оценки критиков и завоевал множество наград на фестивалях. Несмотря на проблемы с авторскими правами, в 2013 году Пэйли передала фильм в общественное достояние.

## Сюжет
В фильме представлено несколько параллельных сюжетных линий, нарисованных в разной стилистике: это автобиографическая история об отношениях Нины и её мужа Дэйва (выполненная в «дрожащем» стиле), собственно история о похищении и освобождении Ситы (в стиле раджпутской живописи), отдельные вставки, в которых Сита исполняет песни Аннетт Хэншоу (выполненные в векторной графике), а также неформальное обсуждение истории о Раме и Сите тремя персонажами индийского театра теней (изображающими Раму, Ситу и Ханумана).
Нина и её муж Дэйв живут в Сан-Франциско вместе с кошкой. Дэйв заключает контракт на работу в Индии на шесть месяцев и улетает в Тривандрам.
Царь Дашаратха собирается короновать своего сына Раму, но, уступая требованию одной из своих жён, Кайкейи, отправляет его в ссылку на 14 лет. Жена Рамы, Сита, следует за мужем, несмотря на то, что лес, где они живут, полон ракшасов, с которыми сражается Рама. Равана, царь Ланки и повелитель ракшасов, по наущению своей сестры Шурпанакхи, похищает Ситу и увозит её в Ланку.
Контракт Дэйва продлевают ещё на год. Нина едет к нему в Индию, однако обнаруживает, что Дэйв не испытывает к ней интереса.
С помощью Ханумана, одного из ванара, Рама нападает на дворец Раваны и освобождает Ситу. Однако затем Рама отвергает свою жену, говоря, что она долгое время была в доме другого мужчины и не могла сохранить чистоту. Сита проходит испытание огнём и доказывает свою верность. Рама с женой возвращается из изгнания и становится царём.
Нина получает приглашение в Нью-Йорк на собеседование о работе. Она улетает, надеясь скоро вернуться к Дэйву. Однако уже в Нью-Йорке Нина получает мейл от Дэйва, который просит её больше не приезжать.
Сита сообщает, что беременна. У Рамы вновь возникают сомнения в её верности, и он просит своего брата Лакшмана увезти Ситу в лес и оставить там. Сита живёт в лесу, где у неё рождаются двое сыновей Рамы. Она знакомится с мудрецом Вальмики и рассказывает ему свою историю. Однажды Рама приходит со свитой в лес и встречает своих детей. Он предлагает Сите вернуться, пройдя ещё один обряд проверки, но Сита призывает богиню Землю забрать её в своё лоно, что та и делает.
Нина остаётся в Нью-Йорке, заводит новую кошку и начинает изучать «Рамаяну».

## Награды
Согласно официальному сайту, фильм имеет более 30 наград различных кинофестивалей, в том числе награду за лучший полнометражный мультфильм Международного фестиваля анимационных фильмов в Анси и особое упоминание конкурса для юношества «Поколение 14+» 58-го Берлинского кинофестиваля.

## Отзывы
Согласно аннотации фильма, это «история правды, справедливости и стремления женщины к равенству» (англ. a tale of truth, justice and a woman's cry for equal treatment).
Фильм получил восторженные отзывы: так, на Rotten Tomatoes у него 100% одобрения на основе 33 отзывов, со средней оценкой 8,3/10. На Metacritic фильм имеет индекс 93/100 на основе 11 отзывов.
Роджер Эберт в рецензии для Chicago Sun-Times оценил фильм на 4/4 и отметил, что он очарован фильмом и во время всего просмотра с его лица не сходила улыбка; по его мнению, фильм очень оригинален, и не только воплощение, но и сам его замысел можно назвать чудом.